# 점박이가아
점박이가아(Spotted gar)는 북아메리카 원산의 민물고기로 머리, 지느러미, 다트 같은 몸에 어두운 반점이 많이 있다. 점박이가아는 입이 길쭉하고 바늘 모양의 이빨이 많아 다른 물고기와 갑각류를 잡을 수 있다. 북아메리카에서 발견되는 7종의 가아 중 가장 작은 종 중 하나로, 몸길이는 0.61~0.91m, 몸무게는 일반적으로 1.8~2.7kg이다. 점박이가아는 다이아몬드 모양의 두꺼운 경린을 가지고 있다. 레피소스테우스(Lepisosteus)라는 이름은 "뼈 비늘"을 뜻하는 그리스어이다.
점박이가아는 미국 중북부에서는 거의 먹지 않고, 수은 함량이 높으며 암 위험으로 간주된다.

## 분포 및 서식지
점박이가아는 북아메리카가 원산지이며, 현재 서식 범위는 캐나다 온타리오주 남부에서 서쪽으로 텍사스주의 데블스강에서부터 멕시코만 북부 해안, 그리고 플로리다주의 아팔라치콜라강 하류까지이다. 북부 지역의 가아 개체 수는 적으며, 이리 호수에서는 서식지 파괴와 오염으로 인해 위협받고 있다. 가아는 미네소타주 남부에서 앨라배마주, 플로리다주 서부에 이르는 미시시피강 유역과 같은 남부 해역에서 더 흔하게 발견된다. 역사적 기록에 따르면 이 점박이가아는 캐나다 온타리오주의 템즈강과 시든햄강에 서식했다. 또한 이 물고기는 한때 일리노이주 그린강과 일리노이강에서 유니언군의 늪지대까지 흔했지만, 산발적이긴 하지만 수생 식물이 있는 맑은 웅덩이와 서식하는 특정 서식지의 손실로 인해 이 수계에서는 개체 수가 감소했다.
점박이가아가 서식하는 곳은 개울, 강, 호수의 맑고 느리게 움직이는 얕은 물이다. 때때로 기수나 더 짠 물에 들어가기도 한다. 느리게 움직이는 물로 인해 생성되는 낮은 산소 수준에 대응하여, 점박이가아가 공기를 흡입하여 가스 방광이라는 원시 폐로 보내는 능력을 개발했다.
한 연구에 따르면, 대부분의 점박이가아는 해안선을 향하고 있었고, 덮개로 물에 잠긴 가지를 선호했으며, 노출된 둑이 있는 지역을 피했다. 홍수 펄스 동안 범람원은 가아 알의 산란 및 묘목 서식지를 제공한다.

## 생태학
점박이가아는 탐욕스러운 포식자이다. 날카로운 이빨을 가진 부리는 빠르게 움직이는 먹이를 잡는 데 매우 효과적이다. 점박이가아를 대상으로 한 식단 연구에 따르면 점박이가아의 식단은 황금톱미노, 워마우스, 블루길, 점박이검정우럭 등 네 종의 물고기로 구성되어 있으며, 이는 위 전체 먹이량의 18.1%를 차지하는 반면, 위 내용물의 57.5%는 새우이다. 나머지 23.6%는 다른 무척추동물이 차지했다. 점박이가아는 곤충 유충과 조류도 먹는 것으로 알려져 있다.
가아는 호수와 강의 수중 먹이사슬에서 주요 포식자이다. 먹이사슬의 한 예로 초식성 어류는 조류를 먹고 가아에 의해 잡아먹힌다. 또 다른 먹이사슬의 예로는 초식 무척추동물이 조류를 먹고 육식성 어류가 먹고 가아에 의해 물고기가 먹는 것을 들 수 있다. 가아에는 포식자가 많지 않으며, 주로 초기 생명 단계에서 육식성 어류만이 가아를 먹는다. 이 물고기는 아미아고기와 같은 다른 육식성 어류와 경쟁하게 된다.
여름에는 가을과 겨울보다 이동률이 높았고, 두 계절 모두 새벽보다 밤에 이동률이 높았다. 기온은 이동률과 안방 범위를 조절하는 능력에 큰 영향을 미친다. 봄과 여름에는 물이 따뜻할 때 추운 계절보다 더 자주 이동한다. 점박이가아는 해질녘과 새벽에 비해 밤에 먹이 섭취량의 70%를 먹는다.

## 산란
점박이가아는 지역에 따라 4월, 5월, 6월에 봄에 산란하거나 수온이 21.0~26.0°C 사이일 때 산란한다. 가아는 식생과 덮개가 풍부한 얕은 물에서 산란한다. 암컷은 여러 짝짓기 파트너를 가질 수 있으며 일반적으로 수컷보다 크다.
암컷은 최대 약 20,000개의 알을 낳을 수 있지만 평균적으로 약 13,000개의 알을 낳는다. 알은 녹색이고, 수생식물의 잎에 알을 낳으며, 수생식물에 부착할 수 있도록 접착 코팅이 되어 있다. 잠재적인 포식자에게 매우 독성이 강하다. 10~14일 후에는 알이 부화한다. 이 단계에서 가르는 가장 취약하다.